# Згура (Васлуј)
Згура (рум. Zgura) насеље је у Румунији у округу Васлуј у општини Олтенешти. Oпштина се налази на надморској висини од 298 m.

## Становништво
Према подацима из 2002. године у насељу је живело 121 становника, од којих су сви румунске националности.